# Изабел Кристина Чинчила Сото
Изабел Кристина Чинчила Сото (енгл. Isabel Cristina Chinchilla Soto) је истраживач науке о животној средини, агрономије и науке о пољопривредним биљкама и ради у Центру за истраживање загађења животне средине. Године 2011. је добила стипендију као једна од жена научница које проучавају екологију Костарике. Ауторка је чланака објављених у Централноамеричком репозиторију за истраживања, познатом као SIIDCA-CSUCA. Позната је као једна од изванредних научница које су добиле награду Лореал-Унеска за жене у науци 3. марта 2011. и стипендију 2. марта. Професорка је на Универзитету Костарике и проучава загађење и контаминацију животне средине.